# Borodinské ostrovy
Borodinské ostrovy je japonské souostroví ve Filipínském moři. Leží zhruba 570 km jižně od Kjúšú, 350 km východně od Okinawy a 150 km severně od ostrova Rasa. Souostroví má rozlohu 44,427 km² a žije zde přibližně 2 100 obyvatel.

## Ostrovy
Souostroví je tvořeno dvěma korálovými ostrovy
- Severní Borodino (japonsky 北大東島 [Kita Daitó džima]), 12,71 km², 680 obyv.
- Jižní Borodino (japonsky 南大東村 [Minami Daitó džima]), 30,57 km², 1 427 obyv.[1]

Japonská geografie k souostroví přiřazuje i neobydlený ostrov Oki-daitó (dříve zvaný Rasa), který leží 150 km jižněji a nazývá je společně souostroví Daitó (japonsky 大東諸島 [Daitó šotó]). Ostrovy jsou součástí prefektury Okinawa.

## Historie
Souostroví objevil španělský mořeplavec Pedro de Unamuno v r. 1587. Český název pochází od pojmenování, které dal ostrovům v r. 1815 ruský mořeplavec Zachar Ivanovič Ponafidin. Obydlení ostrovů se datuje od r. 1899.